# テータリック

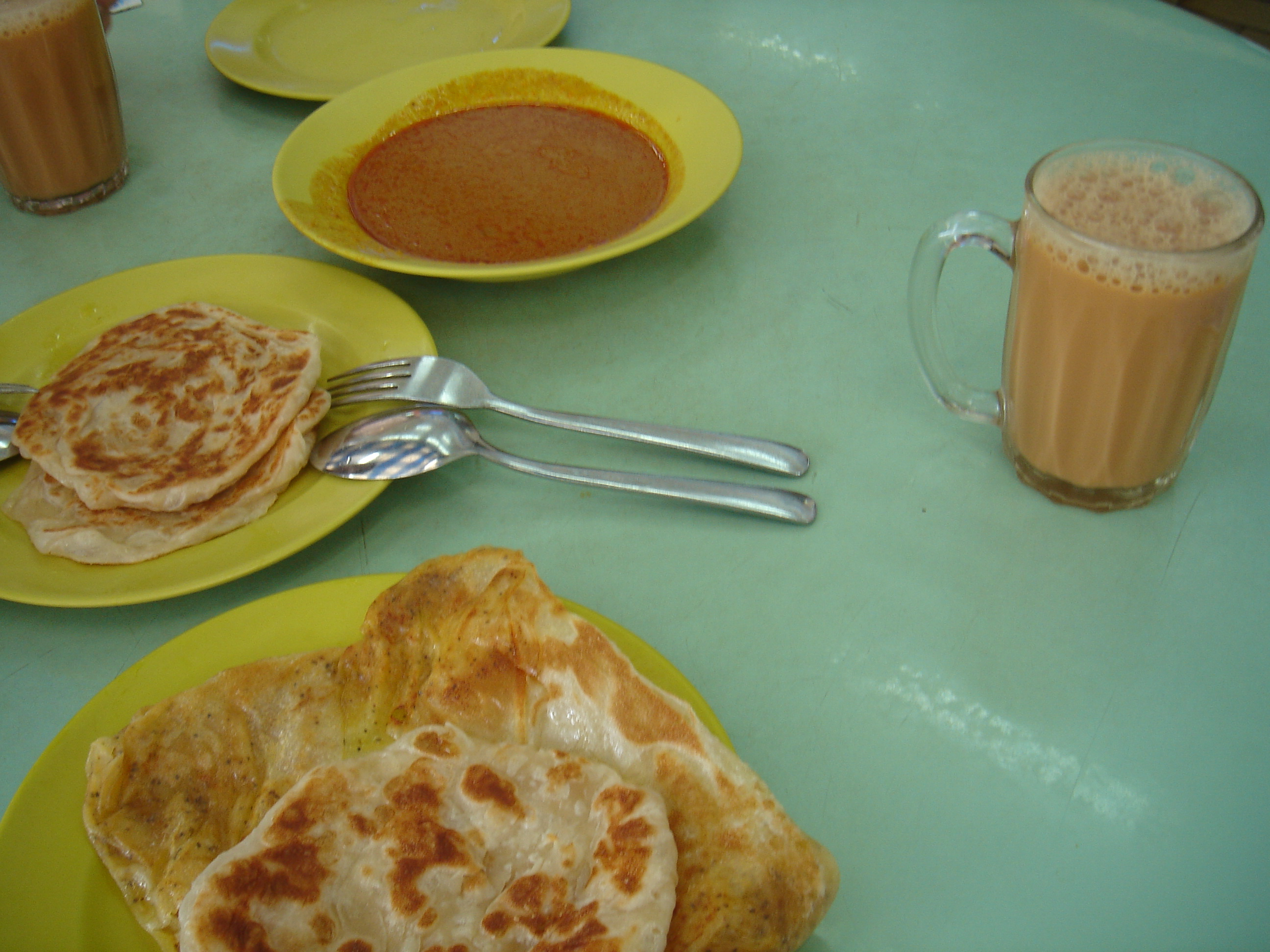
テータリックとロティプラタ（シンガポール）

テータリック (Teh tarik) は、一般的にマレーシア、シンガポール、ブルネイのレストラン、野外の売店、およびコピティアムなどで見られるミルクティー。紅茶とコンデンスミルクから作られる。名前は紅茶を注ぐ際の引く動作（マレー語で「タリック」）からきている。ミルクの入っていないストレートティーはテーオー (Teh O) と呼ばれる。一般的にホットとアイスがあってどちらかを選ぶが、氷を必要とするアイスの方が一般に値段が高い。

## 作り方
二つの容器を互いに高所から四回繰り返し注ぎ合うことにより、混ぜ合わされた紅茶の上には大きな泡が作られる。この過程によって、飲みやすい適温に紅茶を冷まし、紅茶とコンデンスミルクを完全に混ぜ合わせる。そして、紅茶にもより良い風味が与えられる。

## 文化
テータリックの作り方には興行的な要素があり、紅茶を長い水流で人の頭越しに流し入れる光景は、地元住民や旅行者にとって珍しく興味深い。
マレーシアには、テータリック屋が技術のパフォーマンスを競い合うための競技会がある。近年、テータリックはナシレマックと共にマレーシアの飲食物遺産の一つとして政府当局によって認定された。